# Triatlo nos Jogos Olímpicos de Verão de 2008 - Masculino
O triatlo masculino nos Jogos Olímpicos de Verão de 2008 foi disputado no dia 18 de agosto em Pequim, na China. O local da disputa foi o Reservatório de Ming Tomb.
A vitória ficou com o alemão Jan Frodeno que deu uma arrancada final próximo da chegada para abrir vantagem de seus adversários.

## Calendário
| Agosto            | Agosto | 6 | 7 | 8 | 9 | 10 | 11 | 12 | 13 | 14 | 15 | 16 | 17 | 18 | 19 | 20 | 21 | 22 | 23 | 24 |
| ----------------- | ------ | - | - | - | - | -- | -- | -- | -- | -- | -- | -- | -- | -- | -- | -- | -- | -- | -- | -- |
| Triatlo masculino |        |   |   |   |   |    |    |    |    |    |    |    |    | 1  |    |    |    |    |    |    |

|  | Dia de competição |  | Dia de final |

## Medalhistas
| Ouro   | GER Jan Frodeno     |
| Prata  | CAN Simon Whitfield |
| Bronze | NZL Bevan Docherty  |

## Qualificação
| Evento                               | Data                  | Local          | Classificados |
| ------------------------------------ | --------------------- | -------------- | --- |
| Jogos Pan-Americanos de 2007         | 14 de julho de 2007   | Rio de Janeiro | USA Andy Potts |
| Qualificatória africana              | 8 de março de 2008    | Hammamet       | RSA Hendrik De Villiers |
| Qualificatória da Oceania            | 9 de março de 2008    | Wellington     | NZL Shane Reed |
| Qualificatória asiática              | 3 de maio de 2008     | Cantão         | JPN Ryosuke Yamamoto |
| Qualificatória européia              | 10 de maio de 2008    | Lisboa         | FRA Frédéric Belaubre |
| Campeonato Mundial de Tratlo de 2008 | 8 de junho de 2008    | Vancouver      | ESP Javier Gómez NZL Bevan Docherty SUI Reto Hug |
| Ranking Olímpico ITU                 | 15 de junho de 2008   | N/A            | AUS Brad Kahlefeldt CAN Simon Whitfield NZL Kris Gemmell GBR Tim Don UKR Volodymyr Polikarpenko GER Maik Petzold GER Jan Frodeno SUI Sven Riederer GBR William Clarke GER Daniel Unger GBR Alistair Brownlee FRA Tony Moulai CAN Paul Tichelaar ESP Iván Raña RUS Igor Sysoev RUS Alexander Brukhankov FRA Cedric Fleureton CZE Filip Ospaly USA Jarrod Shoemaker POR Bruno Pais USA Matthew Reed JPN Hirokatsu Tayama SUI Olivier Marceu RUS Dmitri Polyansky AUS Courtney Atkinson CAN Brent McMahon KAZ Dmitriy Gaag POL Marek Jaskolka DEN Rasmus Henning ITA Daniel Fontana BRA Reinaldo Colucci KAZ Danyl Sapunov BEL Peter Croes POR Duarte Marques BEL Axel Zeebroek NED Sander Berk AUT Simon Agoston EST Marko Albert LUX Dirk Bockel ITA Emilio D'Aquino BRA Juraci Moreira |
| Ranking continentais ITU             | 15 de julho de 2008   | N/A            | ZIM Christopher Felgate MEX Eligio Cervantes HKG Daniel Lee Chi Wo SVK Pavel Šimko |
| País-sede                            | N/A                   | N/A            | CHN Wang Daqing |
| Convite                              | 31 de janeiro de 2008 | N/A            | SYR Omar Tayara |
| Total                                | -                     | -              | 55 |

## Resultados
Esse foi o resultado final da prova:
| Pos. | Atleta                     | Natação | Ciclismo | Corrida | Tempo total* | Dif.    |
| ---- | -------------------------- | ------- | -------- | ------- | ------------ | ------- |
|      | GER Jan Frodeno            | 18:14   | 59:01    | 30:46   | 1:48:53.28   | -       |
|      | CAN Simon Whitfield        | 18:18   | 58:56    | 30:48   | 1:48:58.47   | 5.19    |
|      | NZL Bevan Docherty         | 18:23   | 58:51    | 30:57   | 1:49:05.59   | 12.31   |
| 4    | ESP Javier Gómez Noya      | 18:08   | 59:06    | 31:03   | 1:49:13.92   | 20.64   |
| 5    | ESP Iván Raña              | 18:22   | 58:52    | 31:14   | 1:49:22.03   | 28.75   |
| 6    | GER Daniel Unger           | 18:25   | 58:49    | 31:35   | 1:49:43.78   | 50.50   |
| 7    | USA Hunter Kemper          | 18:04   | 59:06    | 31:40   | 1:49:48.75   | 55.47   |
| 8    | DEN Rasmus Henning         | 18:18   | 58:57    | 31:48   | 1:49:57.47   | 1:04.19 |
| 9    | RUS Igor Sysoev            | 18:02   | 59:15    | 31:41   | 1:49:59.38   | 1:06.10 |
| 10   | FRA Frederic Belaubre      | 18:03   | 59:11    | 31:48   | 1:50:00.30   | 1:07.02 |
| 11   | AUS Courtney Atkinson      | 18:06   | 59:08    | 32:00   | 1:50:10.02   | 1:16.74 |
| 12   | GBR Alistair Brownlee      | 18:11   | 59:05    | 32:07   | 1:50:19.62   | 1:26.34 |
| 13   | BEL Axel Zeebroek          | 18:30   | 57:48    | 33:15   | 1:50:30.90   | 1:37.62 |
| 14   | GBR William Clarke         | 18:53   | 58:23    | 32:18   | 1:50:32.07   | 1:38.79 |
| 15   | GER Christian Prochnow     | 18:23   | 58:56    | 58:56   | 1:50:33.90   | 1:40.62 |
| 16   | AUS Brad Kahlefeldt        | 18:17   | 58:56    | 32:26   | 1:50:36.00   | 1:42.72 |
| 17   | POR Bruno Pais             | 18:28   | 58:47    | 32:32   | 1:50:40.22   | 1:46.94 |
| 18   | USA Jarrod Shoemaker       | 18:19   | 59:03    | 32:27   | 1:50:46.39   | 1:53.11 |
| 19   | SUI Olivier Marceau        | 18:55   | 58:18    | 32:37   | 1:50:50.07   | 1:56.79 |
| 20   | CZE Filip Ospaly           | 18:17   | 58:56    | 32:41   | 1:50:53.69   | 2:00.41 |
| 21   | KAZ Daniil Sapunov         | 18:11   | 59:05    | 32:42   | 1:50:58.98   | 2:05.70 |
| 22   | RUS Dmitry Polyansky       | 18:15   | 59:07    | 32:53   | 1:51:11.61   | 2:18.33 |
| 23   | SUI Sven Riederer          | 18:14   | 58:52    | 33:11   | 1:51:19.45   | 2:26.17 |
| 24   | RUS Alexander Brukhankov   | 18:10   | 59:08    | 33:01   | 1:51:22.59   | 2:29.31 |
| 25   | LUX Dirk Bockel            | 18:26   | 57:52    | 34:19   | 1:51:31.01   | 2:37.73 |
| 26   | BRA Juraci Moreira         | 18:24   | 58:50    | 33:22   | 1:51:35.57   | 2:42.29 |
| 27   | BEL Peter Croes            | 18:26   | 58:51    | 33:25   | 1:51:40.94   | 2:47.66 |
| 28   | CAN Paul Tichelaar         | 18:24   | 58:51    | 33:34   | 1:51:46.81   | 2:53.53 |
| 29   | SUI Reto Hug               | 18:55   | 58:20    | 33:53   | 1:52:04.93   | 3:11.65 |
| 30   | JPN Ryosuke Yamamoto       | 18:27   | 58:53    | 33:56   | 1:52:11.98   | 3:18.70 |
| 31   | NED Sander Berk            | 18:13   | 59:06    | 33:57   | 1:52:18.09   | 3:24.81 |
| 32   | USA Matthew Reed           | 18:25   | 58:48    | 34:19   | 1:52:30.44   | 3:37.16 |
| 33   | ITA Daniel Fontana         | 18:22   | 58:55    | 34:26   | 1:52:39.21   | 3:45.93 |
| 34   | NZL Shane Reed             | 18:00   | 59:19    | 34:34   | 1:52:48.16   | 3:54.88 |
| 35   | UKR Volodymyr Polikarpenko | 18:23   | 58:58    | 34:32   | 1:52:51.74   | 3:58.46 |
| 36   | FRA Laurent Vidal          | 18:49   | 58:24    | 34:51   | 1:53:02.79   | 4:09.51 |
| 37   | BRA Reinaldo Colucci       | 18:52   | 58:28    | 34:56   | 1:53:13.94   | 4:20.66 |
| 38   | AUT Simon Agoston          | 18:20   | 59:00    | 35:02   | 1:53:23.98   | 4:30.70 |
| 39   | NZL Kris Gemmell           | 18:41   | 58:34    | 35:42   | 1:53:49.47   | 4:56.19 |
| 40   | ITA Emilio D'Aquino        | 18:22   | 58:56    | 35:43   | 1:53:58.22   | 5:04.94 |
| 41   | EST Marko Albert           | 18:09   | 59:12    | 35:54   | 1:54:13.58   | 5:20.30 |
| 42   | ZIM Christopher Felgate    | 18:21   | 59:00    | 36:09   | 1:54:31.61   | 5:38.33 |
| 43   | HKG Daniel Lee Chi Wo      | 18:54   | 58:24    | 36:22   | 1:54:40.78   | 5:47.50 |
| 44   | MEX Francisco Serrano      | 18:56   | 58:08    | 36:42   | 1:54:46.09   | 5:52.81 |
| 45   | POR Duarte Silva Marques   | 18:20   | 59:06    | 36:47   | 1:55:06.57   | 6:13.29 |
| 46   | CHN Wang Daqing            | 18:06   | 59:15    | 37:17   | 1:55:41.87   | 6:48.59 |
| 47   | KAZ Dmitriy Gaag           | 18:09   | 59:13    | 37:27   | 1:55:53.38   | 7:00.10 |
| 48   | JPN Hirokatsu Tayama       | 18:04   | 59:12    | 37:58   | 1:56:13.68   | 7:20.40 |
| 49   | SYR Omar Tayara            | 18:23   | 58:56    | 38:19   | 1:56:40.54   | 7:47.26 |
| 50   | CAN Colin Jenkins          | 18:12   | 58:59    | 38:39   | 1:56:50.85   | 7:57.57 |
| —    | FRA Tony Moulai            | 18:27   | 58:49    |         | DNF          |         |
| —    | GBR Tim Don                | 18:54   |          |         | LAP          |         |
| —    | POL Marek Jaskolka         | 18:55   |          |         | LAP          |         |
| —    | UKR Andriy Gluschenko      | 18:59   |          |         | LAP          |         |
| —    | SVK Pavel Simko            |         |          |         | DNF          |         |

- * Incluindo a 1ª transição (natação para ciclismo) e a 2ª (ciclismo para corrida) de aproximadamente um minuto.
- LAP - Ultrapassado pelo 1º colocado
- DNF - Não completou a prova (Did Not Finish)